# Marco Rigoni
Marco Rigoni (Montegrotto Terme, Véneto, Italia; 5 de enero de 1980) es un exfutbolista italiano.
Luego de haber pasado por las divisiones inferiores de la Padova, debuta en Juventus habiendo jugado apenas un partido. Luego jugaría en varios equipos de la Segunda División, hasta que logra el ascenso a la Primera División con el Novara en 2011.

## Clubes
| Club          | País   | Año        |
| ------------- | ------ | ---------- |
| Juventus      | Italia | 1997-2001  |
| Ravenna       | Italia | 2001       |
| Juventus      | Italia | 2001-2002  |
| AS Cittadella | Italia | 2002       |
| Juventus      | Italia | 2003       |
| Triestina     | Italia | 2003-2005  |
| Ternana       | Italia | 2006       |
| Pescara       | Italia | 2006-2007  |
| Ternana       | Italia | 2007-2009  |
| Novara        | Italia | 2009-2012  |
| Chievo Verona | Italia | 2012- 2013 |

## Palmarés

### Campeonatos nacionales
| Título                                  | Equipo   | País   | Año  |
| --------------------------------------- | -------- | ------ | ---- |
| Supercopa de Italia                     | Juventus | Italia | 1997 |
| Serie A                                 | Juventus | Italia | 1998 |
| Serie A                                 | Juventus | Italia | 2002 |
| Lega Pro Prima Divisione                | Novara   | Italia | 2010 |
| Supercopa de la Lega di Prima Divisione | Novara   | Italia | 2010 |

### Copas internacionales
| Título                    | Equipo   | País   | Año  |
| ------------------------- | -------- | ------ | ---- |
| Copa Intertoto de la UEFA | Juventus | Italia | 1999 |